# The Cynics
The Cynics es una banda de garage rock formada en Pittsburgh, Pensilvania (Estados Unidos) en 1983.

## Historia
La banda fue formada por el guitarrista Gregg Kostelich y el cantante Michael Kastelic, únicos miembros que han permanecido siempre en la banda, junto con el batería Bill Von Hagen y el bajista Pam Reyner. Publicaron su primer álbum, Blue Train Station en 1986. Entre sus discos, destaca su tercer álbum, Rock'n'Roll, publicado en 1989. Tras la publicación de varios discos y cambios de miembros del grupo, la banda se disolvió en 1994, reformándose en 2002. Todos sus álbumes han sido publicados por la discográfica Get Hip Records propiedad de Kostelich, guitarrista de la banda, y de su mujer, la cual también es mánager de la banda.

## Influencias
The Cynics, junto a otras bandas como The Fuzztones y The Chesterfiled Kings hicieron resurgir el garage rock en los años años 80, inspirándose en las bandas originales de garage de los años 60 como The Sonics.

## Miembros
- Gregg Kostelich - Guitarra (1983-1994; 2002-presente)
- Michael Kastelic - Voz, Percusión (1983-1994; 2002-presente)
- Pablo González "Pibli" - Batería (2008 - presente)
- Angel Kaplan [ (Bajo (2008 - presente) ]

### Miembros anteriores
- Becky Smith - Teclado (1983 - 1988)
- Bill Von Hagen - Batería (1984 - 1988)
- Max Terasauro - Batería (1994 - 1995)
- Pam Reyner - Bajo (1983 - 1985)
- Steve Magee - Bajo (1986 - 1990)
- Kris Kasperowski - Bajo (1990 - 1992)
- Mike Michalski - Bajo (1992 - 1994)
- Dave Vucenich - Bajo, voz (1994 - 1995)
- Richard Schnapp - Guitarra (1985)
- Smith Hutchings - Bajo (2002 - 2007)
- Thomas Hohn - Batería (1989 - 1993; 2002 - 2006)

## Discografía

### Álbumes
- Blue Train Station (1986)
- Twelve Flights Up (1988)
- Rock 'n' Roll (1989)
- Learn to Lose (1993)
- Get Our Way (1994)
- No Siesta Tonight (Live in Madrid) (1994)
- Sixteen Flights Up (2000)
- Living is the Best Revenge (2002)
- Here We Are (2007)
- Spinning Wheel Motel (2011)

### Sencillos
- No Place to Hide/Hard Times (1985)
- Painted My Heart/Sweet Young Thing (1985)
- I'm In Pittsburgh and It's Raining/Smoke Rings (1990)
- I Don't Need You/Girl, You're On My Mind (1990)
- Buick Mackane/Born to Lose (1991)
- Right Here With You/Learn to Lose (1992)
- I Live Alone/Hand In Hand (1993)